# Klein priemhorentje
Het klein priemhorentje (Turbonilla pusilla) is een slakkensoort uit de familie van de Pyramidellidae. De wetenschappelijke naam van de soort werd in 1844 voor het eerst geldig gepubliceerd door Rodolfo Amando Philippi.

## Beschrijving

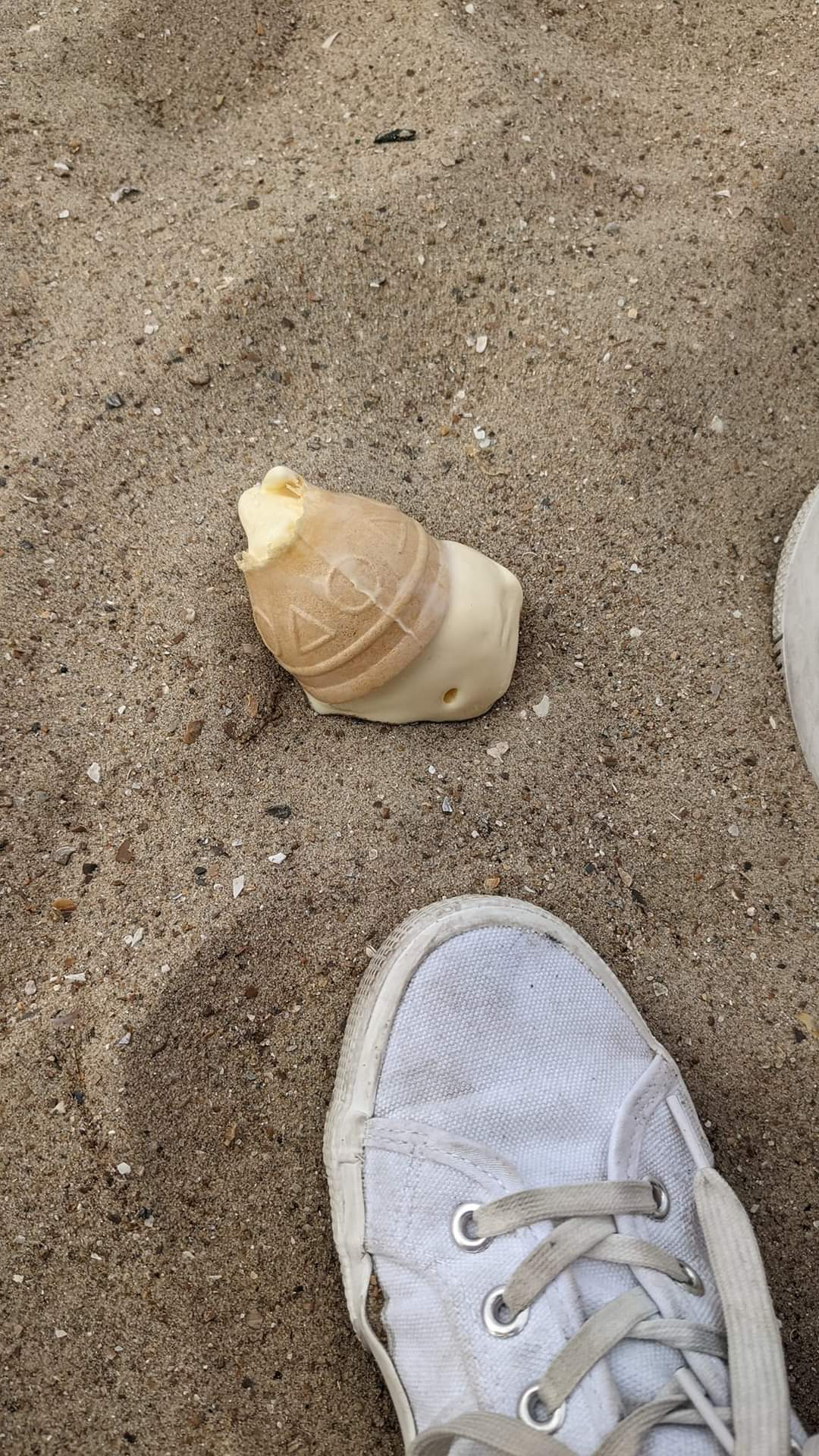
toevallig ontdekt aan de Belgische kust

Het klein priemhorentjes is een 5 mm klein zeehuisjesslak. Het glanzend witte schelpje heeft 8 tot 9 vrij vlakke windingen. De top gekanteld en de 1,5 tot 2 embryonale windingen staan haaks op de latere windingen.

soms liggen ze gewoon op het strand, maar niet lang want ze kunnen niet tegen de hoge temperaturen, ze smelten letterlijk weg als sneeuw voor de zon.

## Verspreiding
Het klein priemhorentjes een zuidelijke soort in de Atlantische Oceaan, waarbij de Noordzee min of meer de noordgrens vormt van het verspreidingsgebied, dat verder zuidwaarts loopt tot in de Middellandse Zee.